# Kenny Drew senior
Kenneth Sidney Drew (* 28. August 1928 in New York City; † 4. August 1993 in Kopenhagen) war ein amerikanischer Jazz-Pianist des Mainstream Jazz und Hardbop.

## Werdegang
Drew lernte im fünften Lebensjahr Klavier und wurde an der Music and Art High School ausgebildet. Er machte seine ersten Aufnahmen mit Howard McGhee 1949 und danach mit Coleman Hawkins, Lester Young, Charlie Parker. Zwischen 1952 und 1953 spielte er im Quartett von Buddy DeFranco und leitete 1954 ein Trio in Los Angeles und San Francisco. Er begleitete Dinah Washington, war bei Art Blakey (1957), erschien auf John Coltranes Album Blue Train von 1957 und spielte mit Buddy Rich (1958), Miles Davis sowie Milt Jackson. 1960 nahm er das Album Undercurrent mit Freddie Hubbard, Hank Mobley, Sam Jones und Louis Hayes bei Blue Note auf. Wie andere amerikanische Musiker zog es ihn Anfang der 1960er Jahre ins liberalere Europa. 1961 zog er nach Paris und ließ sich 1964 in Kopenhagen nieder, wo er ein Trio mit dem dänischen Bassisten Niels-Henning Ørsted Pedersen bildete, das auch als Rhythmusgruppe regelmäßig Gast-Musiker im Club Montmartre begleitete (Jazzhouse Montmartre Band), und von wo aus er in ganz Europa gastierte. Er veröffentlichte viele Alben unter eigenem Namen bei Steeplechase und nahm z. B. mit Johnny Griffin, Dexter Gordon (Tokyo 1975), Ben Webster, Chet Baker und Freddie Hubbard auf. Während er so in der europäischen Jazz-Szene sehr bekannt war, verblasste sein Ruf in den Staaten, wo er in den 1950er Jahren mit fast allen Größen des Jazz als Sideman gearbeitet hatte.
Kenny Drew liegt auf dem Assistenzfriedhof im Kopenhagener Stadtteil Nørrebro begraben.
Drew war mit der Tochter des dänischen Bandleaders Leo Mathisen verheiratet. Sein Sohn Kenny Drew junior (1958–2014) war ebenfalls Jazz- sowie klassischer Pianist.

## Diskografie (Auswahl)
- New Faces, New Sounds: Introducing the Kenny Drew Trio (Blue Note, 1953)
- Talkin’ and Walkin’ (Jazz West, 1955)
- Trio/Quartet/Quintet: The Riverside Collection mit Paul Chambers, Philly Joe Jones (Riverside/OJC, 1956/57)
- Undercurrent mit Freddie Hubbard, Hank Mobley, Sam Jones, Louis Hayes (Blue Note, 1960)
- The Warm Sound des Johnny Coles Quartet mit Johnny Coles, Kenny Drew, Peck Morrison, Charlie Persip (Epic Records, 1961)
- Dark and Beautiful (Steeplechase, 1974) mit NHØP, Tootie Heath
- Recollection (Timeless, 1989) mit NHØP
- At the Brewhouse (Storyville, 1993) mit NHØP und Alvin Queen
- Solo-Duo (Storyville, 1966–83, ed. 1996) mit NHØP, Bo Stief